# Socialdemokratiska kvinnor
Socialdemokratiska kvinnor (finska: Sosialidemokraattiset naiset) är en socialdemokratisk kvinnoorganisation i Finland som bildades 1979 genom sammanslagning av två tidigare kvinnoförbund. 
Det första socialdemokratiska kvinnoförbundet i Finland, Arbetarkvinnoförbundet (finska: Työläisnaisliitto), grundades 1900 av bland andra Miina Sillanpää och Iida Aalle-Teljo. Detta förbund, som från 1950 hette Sosialidemokraattinen naisliitto, kom att under socialdemokratins splittring från 1959 att stödja Arbetarnas och småbrukarnas socialdemokratiska förbund (ASSF). Kvinnorna inom det ursprungliga partiet bildade då Sosialidemokraattisten naisten keskusliitto. Inom den sistnämnda organisationen verkade 1966–1970 en kommitté som granskade kvinnans ställning i samhället, vilket ledde fram till bildandet av jämställdhetsdelegationen i Finland 1972. Vid återföreningen av förbunden 1979 bildades en organisation inom socialdemokratiska partiet. Den nya organisationen har samarbetat med andra politiska kvinnoorganisationer, bland annat inom ramen för Kvinnoorganisationernas centralförbund, och hade 2005 439 lokala föreningar totalt omkring 15 700 medlemmar.